# Kanjō-bugyō
Les kanjō-bugyō (勘定奉行) sont des fonctionnaires du shogunat Tokugawa à l'époque d'Edo au Japon. Les nominations à ce poste éminent sont généralement réservées aux fudai daimyo. L'interprétation classique de ce titre japonais est « commissaire », « surveillant » ou « gouverneur ».
Ce titre du bakufu identifie un fonctionnaire chargé des finances. La fonction de kanjō-bugyō est créée en 1787 pour relever le statut et l'autorité de son chef des finances antérieur à cette date, le (kanjō-gashira).
Il s'agit d'un poste de haut rang, en l'état à peu près équivalent à celui de gaikoku-bugyō ou, exprimé différemment, le statut de ce poste est légèrement inférieur à celui des daimyos, c'est-à-dire qu'il est situé un peu au-dessous du machi-bugyō. Le nombre des kanjō bugyō varie, généralement cinq ou six à la fin de la période Tokugawa.
Les kanjō-bugyō passent pour être approximativement au niveau des gunkan-bugyō. Les kanjō-gimmiyaku sont des fonctionnaires de rang inférieur du bakufu, subordonnés aux kanjō-bugyō.

## Liste deskanjō-bugyō
- Umezo Masagake[4]
- Matsudaira Chikanao (1844-1857)[5]
- Kawaji Toshiaki (1852-1858)[6] négocie le traité de Shimoda.
- Mizuno Tadanori (1855-1858, 1859)[7]
- Toki Tomoaki (1857-1859)[8]
- Nagai Naomune (1858)[9]
- Takenuchi Tasunori (1861-1864)[10]
- Oguri Tadamasa (1863, 1864-1865)[9]
- Matsuaira Yasunao (1863-1864)[11]
- Inoue Kiyonao (1864-1866)[12]
- Kawazu Sukekuni (1867)[6]
- Kurimoto Sebei (1867)[5]
- Kan'o Haruhide[13]
- Honda Yashuhide[14]
- Hagiwara Shigehide[15]